# José Giro
José Giro Roca (* 12. November 1955 in Santa Creu de Castellbò; † 10. Januar 2019 in Sant Julià de Lòria) war ein spanischer Skilangläufer.

## Werdegang
Giro begann im Alter von 18 Jahren mit dem Skilanglauf und trat international erstmals bei den Olympischen Winterspielen 1980 in Lake Placid in Erscheinung. Dort belegte er den 55. Platz über 15 km und den 47. Rang über 30 km. Zwei Jahre später kam er bei den Nordischen Skiweltmeisterschaften in Oslo auf den 53. Platz über 15 km, auf den 52. Rang über 30 km und auf den 36. Platz über 50 km. Zudem errang er dort zusammen mit Carlos Melero, Migel Justicia und Miguel Prat den 14. Platz in der Staffel. In den folgenden Jahren lief er bei den Olympischen Winterspielen 1984 in Sarajevo auf den 56. Platz über 30 km, auf den 45. Rang über 15 km sowie auf den 41. Platz über 50 km, bei den Nordischen Skiweltmeisterschaften 1985 in Seefeld in Tirol auf den 53. Platz über 30 km, auf den 49. Rang über 15 km sowie auf den 44. Platz über 50 km und bei den Nordischen Skiweltmeisterschaften 1987 in Oberstdorf auf den 46. Platz über 15 km klassisch, auf den 44. Rang über 30 km klassisch sowie auf den 41. Platz über 50 km Freistil. Letztmals international startete er bei den Olympischen Winterspielen 1988 in Calgary. Dort erreichte er den 63. Platz über 15 km klassisch, den 59. Rang über 30 km klassisch und den 58. Platz über 50 km Freistil. Zudem nahm er ab der Saison 1981/82 am Skilanglauf-Weltcup teil, wobei er aber nie in die Punkteränge kam. Er wurde 15-mal spanischer Meister und gewann in den Jahren 1981 sowie 1984 den Marxa-Beret-Lauf. Nach seiner Karriere war er zunächst als Trainer der spanischen Skilanglauf-Nationalmannschaft und später als Skilanglauflehrer im Naturlàndia tätig.

## Teilnahmen an Weltmeisterschaften und Olympischen Winterspielen

### Olympische Winterspiele
- 1980 Lake Placid: 47. Platz 30 km, 55. Platz 50 km
- 1984 Sarajevo: 41. Platz 50 km, 45. Platz 15 km, 56. Platz 30 km
- 1988 Calgary: 41. Platz 50 km Freistil, 44. Platz 30 km klassisch, 46. Platz 15 km klassisch

### Nordische Skiweltmeisterschaften
- 1982 Oslo: 14. Platz Staffel, 36. Platz 50 km, 52. Platz 30 km, 53. Platz 15 km
- 1985 Seefeld in Tirol: 44. Platz 50 km, 49. Platz 15 km, 53. Platz 30 km
- 1987 Oberstdorf: 58. Platz 50 km Freistil, 59. Platz 30 km klassisch, 63. Platz 15 km klassisch